# Uromyces dianthi
Uromyces dianthi är en svampart som först beskrevs av Christiaan Hendrik Persoon, och fick sitt nu gällande namn av Niessl 1872. Uromyces dianthi ingår i släktet Uromyces och familjen Pucciniaceae.   Inga underarter finns listade i Catalogue of Life.